# Onze Rubros Atlético Clube
Onze Rubros Atlético Clube é uma agremiação esportiva de Rio de Janeiro. 

## História
O clube revelou Vanderlei Luxemburgo. A sua sede fica situada na esquina do conjunto habitacional I.A.P.C., entre Quintino e Cascadura, na Zona Norte do Rio.